# Поречье (Озёрский городской округ)
Поречье  — посёлок в Озёрском городском округе, до 2014 года входил в состав Гавриловского сельского поселения.

## История
После Второй мировой войны наименование Поречье было присвоено бывшему восточнопрусскому населённому пункту Балшкен (нем. Balsken) (до 1938 года — Бальшкемен (нем. Balschkehmen)), который был отнесен к Багратионовскому сельскому совету Озёрского района. Позже к Поречью был присоединен бывший населённый пункт Клайн Гробинен (нем. Klein Grobienen).
В настоящее время часть Поречья в районе урочища Бальшкемен полностью заброшена.

## Население
| 2002 | 2010 |
| ---- | ---- |
| 3    | ↘0   |